# Ketian (köpinghuvudort i Kina, Guizhou Sheng, lat 28,89, long 108,25)
Ketian (kinesiska: 客田, 客田镇) är en köpinghuvudort i Kina. Den ligger i provinsen Guizhou, i den sydvästra delen av landet, omkring 300 kilometer nordost om provinshuvudstaden Guiyang. Antalet invånare är 13 184. Befolkningen består av 6 460 kvinnor och 6 724 män. Barn under 15 år utgör 35 %, vuxna 15-64 år 55 %, och äldre över 65 år 9,0 %.